# Minik Wallace

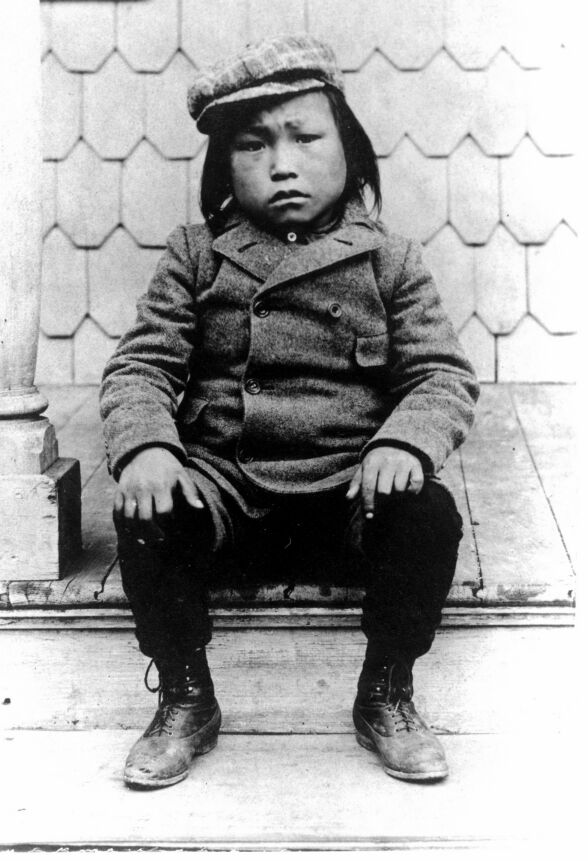
Minik in New York kurz nach seiner Ankunft

Minik Wallace, anglifiziert Mene Peary Wallace (geboren um 1890 in Nordgrönland; gestorben am 29. Oktober 1918 in Stratford, New Hampshire, USA) war ein Inughuaq, der mit seinem Vater und vier weiteren Verwandten 1897 von dem Polarforscher Robert Peary nach New York gebracht wurde.

## Leben

### Herkunft
Minik war der Sohn des Jägers Qihuk (westgrönländisch Qisuk; um 1858–1898) und dessen Frau Mannik. 1897 oder kurze Zeit davor starb Mannik an einer Epidemie.

### Entführung
In New York hatte der Ethnologe und Kurator am American Museum of Natural History Franz Boas zum Ziel, die vorherrschende Theorie des kulturellen Evolutionismus zu widerlegen, laut der Menschen verschiedener Ethnien abstammungsbedingt auf unterschiedlichen Kulturstufen stünden. Er bat darum den Polarforscher Peary, von seiner Reise nach Nordgrönland einen Inuk für Interviews und Studien mitzubringen; ähnlich hatte Boas bereits mit einem Angehörigen der Kwakiutl gearbeitet. Peary übererfüllte ihm diesen Wunsch und überredete gleich sechs Inuit mit Versprechungen bezüglich gewaltiger Sehenswürdigkeiten in den USA, ihn dorthin zurück zu begleiten. Diese Gruppe umfasste neben dem Witwer Qihuk und seinem siebenjährigen Sohn Minik ferner die Schamanin Atangana (um 1840–1898) mit ihrem Mann, dem angesehenen Jäger Nuktaq (um 1848–1898), und der Adoptivtochter Aviaq (um 1885–1898) sowie schließlich den jungen Mann Uisaakassak, dem Aviaq als Frau versprochen war.
Am 30. September 1897 legte Pearys Schiff Hope in New York an, wo die sechs Inuit aufgrund fehlender Vorbereitungen für eine so große Gruppe zunächst im Keller von Boas’ Museum untergebracht und untersucht wurden. 20.000 Menschen bezahlten Eintritt, um die Inuit im Rahmen einer Völkerschau zu sehen, die höflich die Hände der Besucher schüttelten. Bis zum 1. November hatten sich alle Inuit mit Infektionskrankheiten infiziert und lagen im Bellevue Hospital Center mit fortgeschrittener Lungenentzündung zur Behandlung. Vier von ihnen starben im kommenden Frühjahr mutmaßlich an der zugezogenen Tuberkulose: zuerst Qisuk am 17. Februar und zuletzt Aviaq am 24. Mai. Nur Uisaakassak und Minik erholten sich wieder. Uisaakassak verlangte nach dem Tod seiner Verlobten, in die Heimat zurückgebracht zu werden, und brach am 2. Juli 1898 an Bord der Windward zurück nach Grönland auf.

### Leben in den USA

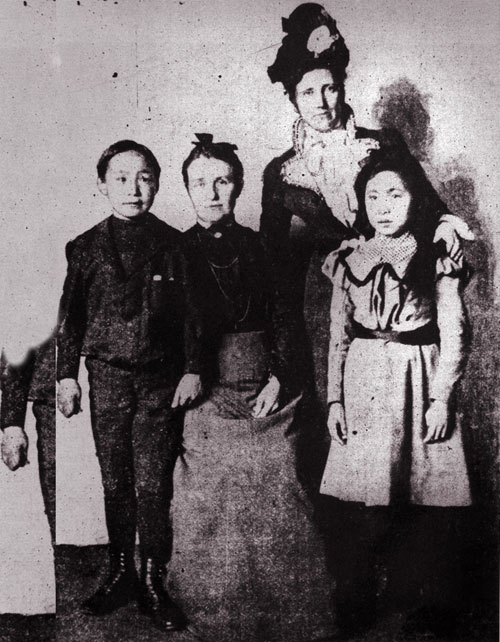
Minik (links) mit Angehörigen der Familie Wallace

Der Vollwaise Minik, der zunächst von Amerika begeistert war, wurde von William Wallace, einem leitenden Mitarbeiter des Museums, in seine Familie aufgenommen, da Wallace den etwa gleichaltrigen Sohn Willie hatte. Obwohl der Junge in öffentlichen Dokumenten fortan als Minik Peary Wallace geführt wurde, gibt es keine eindeutigen Belege für seine Adoption. Nach dem Tod von Qihuk hatte man den Angehörigen ein traditionelles Begräbnis in einer lockeren Steinpyramide vorgetäuscht, während die echten Leichname der Inuit im Hause von Wallace zerlegt und konserviert wurden und schließlich im Museumsinventar landeten. Ab dem Januar 1899 besuchte Minik die Mount Hope School in New York, wo er sich als guter Schüler erwies. Mit der Inuit-Ausstellung im Museum beschäftigte er sich besonders gern, da er alle Ausstellungsstücke kannte. Reporter, die sich gelegentlich noch für ihn interessierten, konstatierten einen Zugewinn an Klugheit.
Sein Pflegevater William Wallace verlor 1901 aufgrund der Veruntreuung von Geldern seine Stellung am American Museum of Natural History, versuchte aber dennoch, seinen Kindern den gewohnten Lebensstandard zu erhalten. Zwischenzeitlich erkrankte Minik ein zweites Mal. Das Museum stellte schließlich auch den geringen Unterhalt für ihn ein.
1907 führte das Interesse von Investigativreportern an Peary, der gerade durch Theodore Roosevelt ausgezeichnet worden war, zu einem Bericht über die Inuit-Ausstellung. Das ausgestellte Skelett eines Inuk wurde dabei als Miniks Vater Qihuk identifiziert, und auch die Rolle von Wallace bei dessen Präparation aufgedeckt. Franz Boas, mittlerweile Professor an der Columbia University, bestätigte die Täuschung. Weder Boas noch der aktuelle Museumsdirektor Hermon Carey Bumpus fanden dies anstößig, und letzterer verweigerte eine Herausgabe der Ausstellungsstücke. Minik sei ein Mündel der USA und seine Erziehung ein Beweis für die Großzügigkeit des Landes.

### Rückkehr nach Grönland
Diese Erkenntnisse verstörten den bald 18-jährigen Minik vollständig, und er verlor jedes Vertrauen in seine Umwelt und Zieheltern. Er begann durch Vermittlung eines wohlmeinenden Wissenschaftlers trotz abgebrochener Schule noch ein College-Studium (Astronomie und Bauingenieurswesen), nachdem Peary ihm eine Überführung in die Heimat verweigert hatte. Minik erkrankte ein drittes Mal an einer schweren Lungenentzündung, floh dann nach Kanada und drohte aus Heimweh mit Selbstmord. 1909 kehrte Minik endlich nach Grönland zurück, wurde dort jedoch nicht mehr wirklich heimisch. Von dem Schamanen Soqqaq erlernte er seine Muttersprache und Traditionen neu und verdingte sich zudem als Dolmetscher für Arktisexpeditionen. In seinen legendenhaft überhöhten Berichten über Amerika bezeichnete sich der Rückkehrer selbst als einen in den USA berüchtigten Gesetzeslosen. Eine kurze Ehe verlief unglücklich.

### Rückkehr in die USA und Tod
1911 bat er bei einer Arktisexpedition erstmals um eine Überführung zurück nach New York, doch erst am 29. Juli 1916 gelang ihm nach dem Fehlschlag der von ihm als Dolmetscher begleiteten Crocker Land Expedition die Rückkehr in die USA, wo er die amerikanische Staatsbürgerschaft beantragte. Er fand nach einiger Zeit auf dem Land Lohnarbeit als Waldarbeiter und wurde von seinem Arbeitgeber Afton Hall in dessen Familie aufgenommen. In North Stratford im Coös County, New Hampshire, starb er am 29. Oktober 1918 an der Spanischen Grippe. Er ist dort begraben.

## Rezeption
Der Kanadier Kenn Harper veröffentlichte Ende der 1980er Jahre eine Dokumentation über diese Vorgänge. Das American Museum of Natural History sah sich daraufhin gezwungen, die Gebeine der vier in New York verstorbenen Inuit in ihre Heimat überführen zu lassen, wo sie 1993 mit einer Gedenktafel in Qaanaaq begraben wurden. Der Vorgang wirkte möglicherweise als Präzedenzfall für die Rückführung der Überreste von Sarah Baartman vom Pariser Musée de l’Homme nach Südafrika und ist ein Beispiel für den Ethnozentrismus auch der amerikanischen Humanwissenschaften noch um die Jahrhundertwende.
2005 wurde der deutsch-österreichische Dokumentarfilm Minik von Axel Engstfeld gedreht, bei dem die Inughuit durch mongolische Schauspieler dargestellt werden.
Der Roman Minik von Ralf Isau (2008) handelt von Miniks Lebensgeschichte.
Der Roman Hundert Wörter für Schnee von Franzobel (2025) erzählt Miniks Lebensgeschichte im Kontext des Wettlaufs zum Nordpol.